# Associazione Calcio Sambonifacese 2010-2011
Questa voce raccoglie le informazioni riguardanti l'Associazione Calcio Sambonifacese nelle competizioni ufficiali della stagione 2010-2011.

## Stagione
La nuova stagione inizia con un nuovo allenatore. L'esordiente Claudio Valigi prende il posto di Fabio Viviani, passato alla guida del Portogruaro. La sessione estiva di calciomercato si apre con il rientro di Fantin e Dimas rispettivamente al Mantova e al Chievo per fine prestito. Vengono in seguito risolte a favore della Sambonifacese le compartecipazioni per Barbetti con l'Atalanta, Pettarin con il Rimini, Pietribiasi con il Vicenza e Creati con il Mantova. Si svincolano per fine contratto invece Castellan, Porcino, Tisci e Graziani. Il 13 luglio viene ufficializzato il primo acquisto, in prestito dal Verona, del giovane attaccante Pietro Filippini seguito nei giorni successivi da Andrea Moretto, Federico Carlini e i gemelli Iacopo e Tommaso Rocchiccioli tutti quattro provenienti dalla formazione primavera del Mantova. A fine luglio viene annunciato l'ingaggio di altri due giovani, Davide Rampinini in compartecipazione con il Sassuolo e Jorge Luiz Frello Filho detto Jorginho in prestito dall'Hellas Verona. Durante il penultimo giorno di mercato viene ingaggiato a titolo definitivo Luca Ruggeri dal Rovigo e ceduto in prestito Nicola Valente al Legnago.

## Divise e sponsor
Lo sponsor ufficiale per la stagione 2010-2011 è Datacol.
| Casa | Trasferta | Portiere |

## Rosa
Aggiornata al 1º febbraio 2011.
| N. |                     | Ruolo | Calciatore           |
| -- | ------------------- | ----- | -------------------- |
|    | Italia (bandiera)   | P     | Luca Milan           |
|    | Italia (bandiera)   | P     | Francesco Bonato     |
|    | Italia (bandiera)   | P     | Fabio Nardoni        |
|    | Senegal (bandiera)  | D     | Oumar Diop           |
|    | Italia (bandiera)   | D     | Simone Dal Degan     |
|    | Italia (bandiera)   | D     | Andrea Milani        |
|    | Italia (bandiera)   | D     | Andrea Moretto       |
|    | Italia (bandiera)   | D     | Fabio Fiorotto       |
|    | Brasile (bandiera)  | D     | Dianimar De Assis    |
|    | Italia (bandiera)   | D     | Giovanni Orfei       |
|    | Italia (bandiera)   | D     | Luca Ruggeri         |
|    | Italia (bandiera)   | D     | Simone Smania        |
|    | Italia (bandiera)   | D     | Tommaso Rocchiccioli |
|    | Croazia (bandiera)  | D     | Dalibor Višković     |
|    | Italia (bandiera)   | C     | Lorenzo Cerrai       |
|    | Italia (bandiera)   | C     | Alberto Creati       |
|    | Lituania (bandiera) | C     | Darius Jankauskas    |

| N. |                    | Ruolo | Calciatore          |
| -- | ------------------ | ----- | ------------------- |
|    | Italia (bandiera)  | C     | Alex Montagnani     |
|    | Italia (bandiera)  | C     | Nicolò Pangrazio    |
|    | Italia (bandiera)  | C     | Claudio Sarzi       |
|    | Italia (bandiera)  | C     | Gerardo Schettino   |
|    | Italia (bandiera)  | C     | Federico Carlini    |
|    | Italia (bandiera)  | C     | Iacopo Rocchiccioli |
|    | Brasile (bandiera) | C     | Jorginho            |
|    | Italia (bandiera)  | C     | Lorenzo Staiti      |
|    | Italia (bandiera)  | C     | Andrea Tecchio      |
|    | Italia (bandiera)  | A     | Andrea Brighenti    |
|    | Italia (bandiera)  | A     | Alain Faccini       |
|    | Italia (bandiera)  | A     | Pietro Filippini    |
|    | Italia (bandiera)  | A     | Marco Puntoriere    |
|    | Italia (bandiera)  | A     | Davide Rampinini    |
|    | Italia (bandiera)  | A     | Edoardo Tartabini   |

## Calciomercato

### Sessione estiva(dal 1/7 al 1/9)
| Acquisti | Acquisti                | Acquisti    | Acquisti                   |
| R.       | Nome                    | da          | Modalità                   |
| -------- | ----------------------- | ----------- | -------------------------- |
| P        | Fabio Nardoni           | Portogruaro | prestito                   |
| D        | Nicola Barbetti         | Atalanta    | riscatto compartecipazione |
| D        | Andrea Moretto          | Mantova     | definitivo                 |
| D        | Tommaso Rocchiccioli    | Mantova     | definitivo                 |
| D        | Luca Ruggeri            | Rovigo      | definitivo                 |
| C        | Giacomo Pettarin        | Rimini      | riscatto compartecipazione |
| C        | Alberto Creati          | Mantova     | riscatto compartecipazione |
| C        | Federico Carlini        | Mantova     | definitivo                 |
| C        | Iacopo Rocchiccioli     | Mantova     | definitivo                 |
| C        | Davide Rampinini        | Sassuolo    | compartecipazione          |
| C        | Jorge Luiz Frello Filho | Verona      | prestito                   |
| A        | Stefano Pietribiasi     | Vicenza     | riscatto compartecipazione |
| A        | Pietro Filippini        | Verona      | prestito                   |

| Cessioni | Cessioni                 | Cessioni | Cessioni      |
| R.       | Nome                     | a        | Modalità      |
| -------- | ------------------------ | -------- | ------------- |
| P        | Giacomo Fantin           | Padova   | fine prestito |
| D        | Nicola Barbetti          |          | svincolato    |
| D        | Alessandro Castellan     | Celano   | svincolato    |
| C        | Gaetano Porcino          |          | svincolato    |
| C        | Ivan Tisci               |          | svincolato    |
| C        | Giacomo Pettarin         | Mantova  | definitivo    |
| C        | Nicola Valente           | Legnago  | prestito      |
| C        | Nicolò Pangrazio         | Sarego   | prestito      |
| A        | Oliveira Gonçalves Dimas | Chievo   | fine prestito |
| A        | Gabriele Graziani        | Mantova  | svincolato    |

### Trasferimenti tra le due sessioni
| Cessioni | Cessioni         | Cessioni   | Cessioni      |
| R.       | Nome             | a          | Modalità      |
| -------- | ---------------- | ---------- | ------------- |
| A        | Pietro Filippini | Verona     | fine prestito |
| A        | Nicolò Pangrazio | svincolato |               |

### Sessione invernale(dal 3/1 al 31/1)
| Acquisti | Acquisti          | Acquisti   | Acquisti   |
| R.       | Nome              | da         | Modalità   |
| -------- | ----------------- | ---------- | ---------- |
| D        | Andrea Milani     | Abano      | ?          |
| C        | Lorenzo Cerrai    | Pisa       | ?          |
| C        | Darius Jankauskas | svincolato |            |
| C        | Francesco Caldana | Raldon     | definitivo |
| A        | Marco Puntoriere  | Catanzaro  | definitivo |
| A        | Alain Faccini     | Siena      | prestito   |

| Cessioni | Cessioni          | Cessioni             | Cessioni   |
| R.       | Nome              | a                    | Modalità   |
| -------- | ----------------- | -------------------- | ---------- |
| D        | Simone Smania     | Villafranca Veronese | svincolato |
| C        | Gerardo Schettino | Gela                 | svincolato |
| C        | Francesco Caldana | Raldon               | prestito   |
| A        | Edoardo Tartabini | Virtus Verona        | svincolato |
| A        | Alex Montagnani   | Siena                | prestito   |

## Risultati

### Seconda Divisione

#### Girone di andata
| Arbitro: | Marini (Roma) |

|                 |           |                     |
| Kabine 23’, 26’ | Marcatori | 6’, 90’ Pietribiasi |

| Arbitro: | Merlino (Udine) |

|                             |           |                    |
| Moretto 11’ Pietribiasi 65’ | Marcatori | 59’ (rig.) Zanetti |

| Arbitro: | Bellutti (Trento) |

|                     |           |            |
| Cazzamalli 18’, 38’ | Marcatori | 89’ Creati |

| Arbitro: | Albertini (Ascoli) |

|            |           |                |
| Staiti 75’ | Marcatori | 55’ Affatigato |

| Arbitro: | Brasi (Seregno) |

|  |           |             |
|  | Marcatori | 18’ Tecchio |

| Arbitro: | Penno (Nichelino) |

|              |           |           |
| Brighenti 2’ | Marcatori | 15’ Ponzo |

| Arbitro: | De Benedectis (Bari) |

|                   |           |                          |
| Fabbro 81’ (rig.) | Marcatori | 11’ Staiti 58’ Dal Degan |

| Arbitro: | Roca (Foggia) |

|             |           |          |
| Carlini 44’ | Marcatori | 1’ Calvi |

| Montichiari 31 ottobre 2010, ore 15:00 CEST | Montichiari | 0 – 2 | Sambonifacese | Stadio Romeo Menti |

| San Bonifacio 7 novembre 2010, ore 14:30 CET | Sambonifacese | 2 – 3 | Pro Patria | Stadio Renzo Tizian |

| Casale Monferrato 14 novembre 2010, ore 14:30 CET | Casale | 0 – 2 | Sambonifacese | Stadio Natale Palli |

| Meda 21 novembre 2010, ore 14:30 CET | Renate | 1 – 1 | Sambonifacese | Stadio Città di Meda |

| San Bonifacio 28 novembre 2010, ore 14:30 CET | Sambonifacese | 2 – 5 | Tritium | Stadio Renzo Tizian |

| Chiavari 5 dicembre 2010, ore 14:30 CET | Virtus Entella | 3 – 2 | Sambonifacese | Stadio comunale di Chiavari |

| San Bonifacio 12 dicembre 2010, ore 14:30 CET | Sambonifacese | 0 – 0 | Feralpi Salò | Stadio Renzo Tizian |

| San Giusto Canavese 19 dicembre 2010, ore 14:30 CET | Canavese | 1 – 1 | Sambonifacese | Stadio Franco Cerutti |

#### Girone di ritorno
| San Bonifacio 16 gennaio 2011, ore 14:30 CET | Sambonifacese | 3 – 1 | Sacilese | Stadio Renzo Tizian |

| Mezzocorona 23 gennaio 2011, ore 14:30 CET | Mezzocorona | 1 – 1 | Sambonifacese | Stadio Briamasco |

| San Bonifacio 30 gennaio 2011, ore 14:30 CET | Sambonifacese | 2 – 3 | Rodengo Saiano | Stadio Renzo Tizian |

| Valenza 13 febbraio 2011, ore 14:30 CET | Valenzana | 1 – 1 | Sambonifacese | Stadio comunale |

| San Bonifacio 20 febbraio 2011, ore 14:30 CET | Sambonifacese | 0 – 1 | Sanremese | Stadio Renzo Tizian |

| Savona 27 febbraio 2011, ore 14:30 CET | Savona | 1 – 1 | Sambonifacese | Stadio Valerio Bacigalupo |

| Arbitro: | Bruno (Torino) |

|                   |           |             |
| Pietribiasi 90+5’ | Marcatori | 33’ Moracci |

| Arbitro: | Vallesi (Ascoli Piceno) |

|             |           |                 |
| Corradi 81’ | Marcatori | 11’ Pietribiasi |

| San Bonifacio 20 marzo 2011, ore 14:30 CET | Sambonifacese           | 0 – 0 referto | Montichiari | Stadio Renzo Tizian\| Arbitro: \| Silvia Spinelli (Terni) \| |
| Arbitro:                                   | Silvia Spinelli (Terni) |               |             |                                                              |

| Arbitro: | Intagliata (Siracusa) |

|              |           |  |
| Bruccini 16’ | Marcatori |  |

### Coppa Italia Lega Pro

#### Fase eliminatoria a gironi
| Arbitro: | Borriello (Mantova) |

|                                        |           |  |
| Brighenti 4’ Pietribiasi 18’, 24’, 46’ | Marcatori |  |

| Bassano del Grappa 18 agosto 2010, ore 17:00 CEST                                     | Bassano Virtus | 2 – 2 referto        | Sambonifacese | Stadio Rino Mercante |
| \| \| \| \| \| Crocetti 12’ (rig.) Criaco 20’ \| Marcatori \| 27’, 86’ Pietribiasi \| |                |                      |               |                      |
|                                                                                       |                |                      |               |                      |
| Crocetti 12’ (rig.) Criaco 20’                                                        | Marcatori      | 27’, 86’ Pietribiasi |               |                      |

| Arbitro: | Irrati (Pistoia) |

|                                                 |           |  |
| Rampinini 45’ Brighenti 61’ I. Rocchiccioli 83’ | Marcatori |  |

| Arbitro: | D'Angelo (Ascoli Piceno) |

|  |           |                                                 |
|  | Marcatori | 41’ I. Rocchiccioli 20’ Rampinini 52’ Tartabini |

#### Fase 1 a eliminazione diretta
| Arbitro: | Bindoni (Venezia) |

|                         |           |                                                         |
| Ferrari 35’, 78’ (rig.) | Marcatori | 19’, 42’ Brighenti 27’ Tartabini 86’ Staiti 90+3’ Orfei |

| Arbitro: | Albertini (Ascoli Piceno) |

|            |           |  |
| Cicino 56’ | Marcatori |  |

## Statistiche

### Statistiche di squadra
| Competizione               | Punti | In casa | In casa | In casa | In casa | In casa | In casa | In trasferta | In trasferta | In trasferta | In trasferta | In trasferta | In trasferta | Totale | Totale | Totale | Totale | Totale | Totale | DR  |
| Competizione               | Punti | G       | V       | N       | P       | Gf      | Gs      | G            | V            | N            | P            | Gf           | Gs           | G      | V      | N      | P      | Gf     | Gs     | DR  |
| -------------------------- | ----- | ------- | ------- | ------- | ------- | ------- | ------- | ------------ | ------------ | ------------ | ------------ | ------------ | ------------ | ------ | ------ | ------ | ------ | ------ | ------ | --- |
| Lega Pro Seconda Divisione | 30    | 12      | 2       | 6       | 4       | 15      | 18      | 14           | 4            | 6            | 4            | 17           | 15           | 26     | 6      | 12     | 8      | 32     | 33     | -1  |
| Coppa Italia Lega Pro      | -     | 2       | 2       | 0       | 0       | 7       | 0       | 4            | 2            | 1            | 1            | 10           | 5            | 6      | 4      | 1      | 1      | 17     | 5      | +12 |
| Totale                     | -     | 14      | 4       | 6       | 4       | 22      | 18      | 18           | 6            | 7            | 5            | 27           | 20           | 32     | 10     | 13     | 9      | 49     | 38     | +11 |

### Statistiche dei giocatori
Aggiornate al 27 marzo 2011
| Giocatore       | Seconda Divisione A | Seconda Divisione A | Seconda Divisione A | Seconda Divisione A | Coppa Italia Lega Pro | Coppa Italia Lega Pro | Coppa Italia Lega Pro | Coppa Italia Lega Pro | Totale   | Totale | Totale      | Totale     |
| Giocatore       | Presenze            | Reti                | Ammonizioni         | Espulsioni          | Presenze              | Reti                  | Ammonizioni           | Espulsioni            | Presenze | Reti   | Ammonizioni | Espulsioni |
| --------------- | ------------------- | ------------------- | ------------------- | ------------------- | --------------------- | --------------------- | --------------------- | --------------------- | -------- | ------ | ----------- | ---------- |
| F. Bonato       | 0                   | 0                   | 0                   | 0                   | 0                     | 0                     | 0                     | 0                     | 0        | 0      | 0           | 0          |
| A. Brighenti    | 26                  | 7                   | 1                   | 0                   | 5                     | 4                     | 0                     | 0                     | 31       | 11     | 1           | 0          |
| F. Carlini      | 21                  | 1                   | 5                   | 0                   | 5                     | 0                     | 0                     | 0                     | 26       | 1      | 5           | 0          |
| L. Cerrai       | 0                   | 0                   | 0                   | 0                   | 0                     | 0                     | 0                     | 0                     | 0        | 0      | 0           | 0          |
| A. Creati       | 18                  | 0                   | 4                   | 2                   | 5                     | 0                     | 0                     | 0                     | 23       | 0      | 4           | 2          |
| S. Dal Degan    | 22                  | 3                   | 6                   | 2                   | 4                     | 0                     | 0                     | 0                     | 26       | 3      | 6           | 2          |
| D. De Assis     | 0                   | 0                   | 0                   | 0                   | 0                     | 0                     | 0                     | 0                     | 0        | 0      | 0           | 0          |
| O. Diop         | 0                   | 0                   | 0                   | 0                   | 0                     | 0                     | 0                     | 0                     | 0        | 0      | 0           | 0          |
| A. Faccini      | 0                   | 0                   | 0                   | 0                   | 0                     | 0                     | 0                     | 0                     | 0        | 0      | 0           | 0          |
| P. Filippini    | 0                   | 0                   | 0                   | 0                   | 1                     | 0                     | 0                     | 0                     | 1        | 0      | 0           | 0          |
| F. Fiorotto     | 19                  | 0                   | 1                   | 1                   | 5                     | 0                     | 0                     | 0                     | 24       | 0      | 1           | 1          |
| D. Jankauskas   | 0                   | 0                   | 0                   | 0                   | 0                     | 0                     | 0                     | 0                     | 0        | 0      | 0           | 0          |
| Jorginho        | 25                  | 1                   | 5                   | 0                   | 2                     | 0                     | 0                     | 0                     | 27       | 1      | 5           | 0          |
| L. Milan        | 25                  | -27                 | 2                   | 0                   | 3                     | -2                    | 0                     | 0                     | 28       | -29    | 2           | 0          |
| A. Milani       | 0                   | 0                   | 0                   | 0                   | 0                     | 0                     | 0                     | 0                     | 0        | 0      | 0           | 0          |
| A. Montagnani   | 8                   | 0                   | 1                   | 0                   | 3                     | 0                     | 0                     | 0                     | 11       | 0      | 1           | 0          |
| A. Moretto      | 20                  | 1                   | 4                   | 0                   | 4                     | 0                     | 0                     | 0                     | 24       | 1      | 4           | 0          |
| F. Nardoni      | 2                   | -6                  | 0                   | 0                   | 1                     | -2                    | 0                     | 0                     | 3        | -8     | 0           | 0          |
| G. Orfei        | 22                  | 0                   | 6                   | 1                   | 4                     | 1                     | 0                     | 0                     | 26       | 1      | 6           | 1          |
| N. Pangrazio    | 0                   | 0                   | 0                   | 0                   | 0                     | 0                     | 0                     | 0                     | 0        | 0      | 0           | 0          |
| S. Pietribiasi  | 22                  | 11                  | 3                   | 0                   | 2                     | 5                     | 0                     | 0                     | 24       | 16     | 3           | 0          |
| M. Puntoriere   | 4                   | 0                   | 0                   | 0                   | 0                     | 0                     | 0                     | 0                     | 4        | 0      | 0           | 0          |
| D. Rampinini    | 8                   | 0                   | 0                   | 0                   | 4                     | 2                     | 0                     | 0                     | 12       | 2      | 0           | 0          |
| I. Rocchiccioli | 11                  | 0                   | 1                   | 0                   | 4                     | 2                     | 0                     | 0                     | 15       | 2      | 1           | 0          |
| T. Rocchiccioli | 8                   | 0                   | 0                   | 0                   | 2                     | 0                     | 0                     | 0                     | 10       | 0      | 0           | 0          |
| L. Ruggeri      | 19                  | 0                   | 5                   | 1                   | 1                     | 0                     | 0                     | 0                     | 20       | 0      | 5           | 1          |
| C. Sarzi        | 18                  | 0                   | 3                   | 2                   | 0                     | 0                     | 0                     | 0                     | 18       | 0      | 3           | 2          |
| G. Schettino    | 0                   | 0                   | 0                   | 0                   | 1                     | 0                     | 0                     | 0                     | 1        | 0      | 0           | 0          |
| S. Smania       | 0                   | 0                   | 0                   | 0                   | 1                     | 0                     | 0                     | 0                     | 1        | 0      | 0           | 0          |
| L. Staiti       | 16                  | 4                   | 2                   | 0                   | 4                     | 1                     | 0                     | 0                     | 20       | 5      | 2           | 0          |
| E. Tartabini    | 1                   | 0                   | 0                   | 0                   | 3                     | 2                     | 0                     | 0                     | 4        | 2      | 0           | 0          |
| A. Tecchio      | 19                  | 2                   | 2                   | 1                   | 3                     | 0                     | 0                     | 0                     | 22       | 2      | 2           | 1          |
| D. Višković     | 13                  | 0                   | 6                   | 0                   | 3                     | 0                     | 1                     | 0                     | 16       | 0      | 7           | 0          |